# Sociologie du sport
La sociologie du sport est une branche de la sociologie qui s'intéresse au sport comme fait social. La sociologie du sport s'intéresse aux pratiques individuelles, aux représentations collectives, au sport spectacle, aux pratiques de consommation, de socialisation par le sport.
L'approche sociologique n'a pas pour objectif de décrire l'ensemble des activités sportives mais d'en comprendre l'impact et les causes dans des domaines tels que l'éducation, les loisirs, l'économie ou la culture.

## Un objet à la frontière de différentes sociologies
La sociologie s'intéresse au sport comme à une pratique culturelle socialement différenciée. Différencié en termes de classe sociale Quelles sont les catégories sociales qui pratiquent le plus de sport ? Quel type de sport est pratiqué par quelle catégorie ?
L'approche sociologique du sport éclaire sur les questions à se poser, les réponses déjà apportées et celles restant à trouver sur le sport. Elle va orienter le mouvement sportif dans ses domaines habituels d'intervention : l'homme, l'activité humaine, l'éducation, l'organisation sociale mondiale, l'économie, la religion, la science, etc. Le sport peut avoir différentes significations. Le sport peut être compris comme une activité humaine récente, un exercice physique, un loisir, un jeu, une compétition sportive, une passion, une économie, un spectacle, une aliénation, etc. Toutes les approches sociologiques de chacun de ces domaines sont applicables au sport.

## Nature de la démarche
On peut s'interroger sur le sport de diverses manières.
Qu'est-ce que le sport? Comment le définit-on? Quelles influences cette activité a-t-elle sur la société? Pourquoi faire du sport, et plus généralement, pourquoi l'Homme est-il actif et non "dormant" ? Et pourquoi le sport et non la musique ? Quel bénéfice l’être humain obtient-il d'un exercice physique, parfois violent ou dangereux pour sa santé ? Quelle place l’être humain doit-il accorder au travail et celle aux loisirs ? Être payé pour exercer un loisir, est-ce du loisir ? Quelle est la limite entre un "Jeu" et un "Non Jeu" ? Une compétition qui est considérée comme un affrontement mortel entre supporters rivaux est-elle un "Jeu" ? Qu'est-ce qu'un "Jeu"? Quelles sont les limites de la passion ? Un sportif passionné est-il un danger pour lui ou pour les autres ? N'est-ce pas la nature même du sport ? Quel rôle joue le spectacle dans l'organisation sociale ? Quels types de performances physiques sont dignes d'être montrés en spectacle ? Lesquelles doivent être cachés ?
Telles sont des questions qu'il est possible de se poser sur le sport.

## Rôle actuel du sport dans le monde
L'humanité a déjà apporté certaines réponses à ces questions de société.
L'organisation mondiale du sport n'est pas aléatoire. Elle suit des principes identifiables. Elle légifère pour autoriser et pour interdire la pratique de certaines activités physiques. Elle modifie les règles pour rendre les disciplines plus spectaculaires. Elle organise les compétitions comme des services courants d'une économie capitaliste. Elle influence les lois des pays organisateurs d’événements sportifs. Elle organise, et contrôle, le contrôle médical des sportifs.
La grande majorité des gens, donne au sport une place bien définie dans leur vie, qu'elle soit grande ou petite, vis-à-vis de leur santé, l'éducation de leurs enfants, leurs loisirs, leurs dépenses, leurs convictions politiques. Les grandes nations luttent entre elles pour obtenir l'organisation des grandes compétitions telles que celle des Jeux olympiques. Les grandes marques de vêtements sportifs s'arrachent les contrats publicitaires avec les vedettes. En Europe, les compétitions sportives doivent être impérativement visibles à la télévision. En France, l'éducation physique et sportive, est une discipline enseignée par l'État dans le cadre de l'Éducation nationale.
Toutes ces réalités sont solidement établies et démontrent que chaque société a adopté un comportement à l'égard du sport.

## Études sociologiques en cours
Les sociologues travaillent aujourd'hui à comprendre cet ordre établi, ses bénéfices, ses dangers et ses doutes.
Certains étudient comment le renforcer, comment le changer, d'autres comment s'en débarrasser. Le débat existe. L'étude comparative des points de vue de Pierre de Coubertin et des laudateurs du sport avec ceux de philosophes actuels tels que de Robert Redeker, sociologue de Montpellier, ancien professeur d'EPS, Jean-Marie Brohm et du professeur Michel Caillat, responsable du Centre d'Analyse Critique du Sport (CACS), de Sébastien Nadot, historien du sport, ou encore des sociologues Nicolas Oblin et Patrick Vassort, directeurs de rédaction et de publication de la revue Illusio, illustre ce débat.
Le sport, est soutenu par certains sociologues. Il faut pour eux certes veiller à en éviter les dérives mais il offre au plus grand nombre la liberté de profiter du sport tel qu'il le souhaite : sports de masse, sport d'élite, facilité d'accès à un grand choix de spectacles de qualité, création d'emplois, etc. En cela, pour eux, il est bon.
L'ordre social établi, et par conséquent le sport, sont au contraire critiqués par d'autres sociologues. Culte de la soumission, culte de la productivité, culte du rendement, culte de la performance, culte de la compétition, culte de la hiérarchie, culte du spectacle, développement de l'agressivité et de la violence, culte du patriarcat, culte du virilisme, disparition de l'altérité, appareil stratégique capitaliste : telles sont les influences du sport. Pour eux, le sport est l'activité la plus aboutie de ce qu'est le capitalisme, accélérant son développement.
En 2012, une étude sociologique de Lucie Forté et Christine Mennesson du laboratoire CRESCO de l'Université Toulouse-III-Paul-Sabatier démontre un impact significatif de la famille sur les pratiques de sport intensif.

## Sport et gouvernements
Le sport est couramment utilisé par les gouvernements afin de promouvoir leurs valeurs. Certains auteurs ont donc procédé à des analyses critiques, parfois marxiste, du sport, des gouvernements, et du capitalisme.
Les exploits sportifs peuvent être utilisés à des fins de propagande pour fortifier l'identité nationale ou montrer la supériorité d'un système (capitalisme d'état [réf. souhaitée] contre capitalisme libéral) (cf. l'importance du sport de haut niveau dans les anciens régimes communistes) ou comme composante fondamentale de certaines idéologies (cf. le héros aryen aux Jeux olympiques d'été de 1936 et lors de la conquête de l'Eiger).
Le sport peut aussi être employé pour essayer d'enseigner des notions telles que la persévérance, la maîtrise de soi, le respect de l'adversaire, la tolérance (cf. la France « black-blanc-beur » de la Coupe du monde de football de 1998) ou le désintéressement (cf. l'amateurisme de Pierre de Coubertin).